# Джонс (округ, Південна Дакота)
Шаблон:StateAbbr_ 43°57′ пн. ш. 100°41′ зх. д. / 43.95° пн. ш. 100.69° зх. д.
Округ  Джонс (англ. Jones County) — округ (графство) у штаті  Південна Дакота, США. Ідентифікатор округу 46075.

## Історія
Округ утворений 1916 року.

## Демографія
За даними перепису 2000 року загальне населення округу становило 1193 осіб, усе сільське. Серед мешканців округу чоловіків було 608, а жінок — 585. В окрузі було 509 домогосподарств, 328 родин, які мешкали в 614 будинках. Середній розмір родини становив 2,98.
Віковий розподіл населення поданий у таблиці:
| Стать    | До 15 років | 15-21 | 22-29 | 30-39 | 40-49 | 50-65 | 65-85 | Понад 85 |
| -------- | ----------- | ----- | ----- | ----- | ----- | ----- | ----- | -------- |
| Чоловіки | 115         | 73    | 41    | 65    | 119   | 95    | 87    | 13       |
| Жінки    | 116         | 58    | 35    | 67    | 98    | 94    | 104   | 13       |

## Суміжні округи
- Стенлі — північ
- Лайман — схід
- Меллетт — південь
- Джексон — південний захід
- Хокон — північний захід

## Виноски
1. ↑  US Decennial Census. US Census Bureau. Архів оригіналу за 26 квітня 2015. Процитовано 26 березня 2015.
2. ↑  Historical Census Browser. University of Virginia Library. Архів оригіналу за 11 серпня 2012. Процитовано 26 березня 2015.
3. ↑  Forstall, Richard L., ред. (27 березня 1995). Population of Counties by Decennial Census: 1900 to 1990. US Census Bureau. Архів оригіналу за 28 грудня 2008. Процитовано 26 березня 2015.
4. ↑  Census 2000 PHC-T-4. Ranking Tables for Counties: 1990 and 2000 (PDF). US Census Bureau. 2 квітня 2001. Архів оригіналу (PDF) за 18 грудня 2014. Процитовано 26 березня 2015.
5. ↑  State & County QuickFacts. Бюро перепису населення США. Архів оригіналу за 7 червня 2011. Процитовано 25 листопада 2013.(англ.) Наведено за англійською вікіпедією.
6. ↑  American FactFinder. Бюро перепису населення США. Архів оригіналу за 21 травня 2008. Процитовано 31 січня 2008.

| США | Це незавершена стаття з географії США. Ви можете допомогти проєкту, виправивши або дописавши її. |